# Барто, Ростислав Николаевич
Ростислав Николаевич Барто (13 [26] декабря 1902, Москва — 1 июля 1974, Москва) — советский художник, живописец и график, мастер пейзажа.
Член общества художников «Цех живописцев» (1926—1928), МОСХа (1933).
Произведения художника входят в собрание крупнейших музеев, в том числе Государственной Третьяковской галереи, Государственного Русского музея, Государственного музея изобразительных искусств им. А. С. Пушкина, Дрезденского кабинета гравюры.

## Биография
Родился 13 (26) декабря 1902 года в Москве, в семье инженера Николая Ричардовича Барто.
Дед — английский коммерсант Ричард Барто, бабушка Лидия Петровна Севрюгина, из купеческой семьи, производившей известные и дорогие самовары. Сестра отца — балерина Лидия Ричардовна Нелидова, урожд. Барто. Мать — Лидия Эдуардовна Виллер, дочь потомственного почётного гражданина Москвы, промышленника Эриха Готфрида Вениамина Эдуарда Виллера. Сестра — Евгения Барто, младший брат — поэт Павел Барто.
Ростислав с детства увлекался искусством и музыкой, в 1920 году окончил Советскую трудовую школу 2-й ступени Городского района (бывшее Московское реальное училище Воскресенского). В 1922 году поступил во ВХУТЕМАС. На графическом факультете Барто предстояло учиться литографии у Владимира Фаворского, офорту у Игнатия Нивинского, рисунок преподавал Петр Павлинов.
Современники отмечали интеллигентность, высокий уровень образования и в то же время общительность и простоту молодого художника: «Он был мастер рассказывать весёлые истории и обычно вокруг него толпились студенты всех трёх курсов. Но не этим он привлек мое внимание. Высокий, стройный, всегда подтянутый и опрятный в своей спортивной шапочке, он напоминал мне ловкого баскетболиста. Он был начитан, знал и любил поэзию. Часто декламировал стихи поэтов-символистов. И чувствовалось, что задолго до того, как он пришёл во Вхутеин, — он был уже художником. И в этой области изобразительного искусства его познания были гораздо шире и глубже, чем у многих его сверстников».
Барто привлекали разнообразные техники: масло, акварель, цветная гравюра на металле, уголь, темпера, пастель. Любовь к музыке, зародившаяся ещё в детстве, не покидала Барто и в живописи. Многие ранние работы Барто — визуальные интерпретации музыкальных сочинений. 20 мая 1922 года он сделал в своём дневнике такую запись: «… стал зарисовывать музыку с натуры — это первая проба… Наброски я делал так: взял кусок бумаги и старался водить по ней карандашом так — как хотелось, в ритм музыке. Диссонанс — который там повторяется много раз — вылился у меня в систему озёр…» Речь шла о фортепианной пьесе Эдварда Грига, которую исполнял товарищ художника. В другом месте художник пишет: «В глазах пробегают линии, цвета, и создаётся целая композиция — я за последнее время очень ясно чувствую цвета, оттенки и формы музыки, и у меня создаётся целая цветная гамма, и вся она влита в воздушные сферы: в облака, в причудливые облака — в фантастические формы…».. В немногих сохранившихся произведениях, написанных художником до 1922 года, чувствуется влияние идей Василия Кандинского и Микалоюса Константинаса Чюрлёниса.
В 1926 году перевёлся на живописное отделение в класс Александра Шевченко, знакомство с мастером становится во многом решающим для художника, разделившего с А. В. Шевченко увлечение экспериментами в монотипии:
«На куске толстого зеркального стекла размером 30х40 сантиметров он показывает мне технику монотипии. На стекле появляется пейзаж с озерцом на среднем плане, и лесом вдали и с гибкими, тонкоствольными деревцами впереди. И все это за каких-нибудь 5 минут. Тонким костяным стеком он снимает в некоторых местах со стекла и накрывает изображение листом бумаги. Поверх бумаги он кладет кусок картины и, надавливая на него ладонью, равномерно по всей плоскости растирает, следя за тем, чтобы бумага не сдвинулась со стекла».
Барто называли энтузиастом-изобретателем в области художественной монотипии, сделавшим много поразительных открытый. Его эксперименты получают признание — уже пятнадцать ранних работ молодого художника поступают в гравюрный кабинет Музея изящных искусств. «Технику монотипий Барто довел до такого изумительного совершенства, которого мы вряд ли найдем у других художников. Что же является слагаемыми этого совершенства? Ну, прежде всего — высокая эстетическая культура автора: вкус, такт, чувство меры. Неутомимый труд, инициативность и изобретательность постоянный поиск. Он любил, знал и чувствовал возможности своих материалов и инструментов как симфонист знает все „голоса“ большого оркестра».
В конце 1920-х годов Барто совместно с А. Шевченко путешествует по Кавказу, побывает в Грузии, Абхазии, Дагестане. По впечатлениям от поездки последовало сильное увлечение Барто примитивом, эстетикой Востока — создаются десятки картин маслом, темперой, в том числе дипломная работа «Сбор чая» (1929). Многие работы этого периода были выполнены в очень сдержанной гамме, почти монохромной. Позже, уже в 1930-х годах, Восток перестал быть преобладающей темой картин, но композиционная знаковость, мотивы, характерные для искусства Востока, ещё не раз найдут отражение в работах Барто на протяжении всей его жизни.
Молодой художник рано начинает выставляться — в 1926—1928 участвует в выставках «Цеха живописцев», с 1929 года в выставках творческого объединения «Бытие».
Произведения Барто не касаются тревожные события, происходящие в России. В отличие от большинства своих современников, художник аполитичен. Барто постоянно ищет свой путь в искусстве, уделяет большое внимание проблемам лаконичности, образности и выразительности своих картин. Поиски, эксперименты в различных техниках и в то же время искреннее восхищение природой, которую художник любил и изучал с восторгом и страстью натуралиста. Для Барто «природа — это огромный музей шедевров, а её формы и краски — это его палитра и его рисунки».
В 1933 году в Музее изящных искусств в Москве была подготовлена первая персональная выставка художника в России, но из-за резкой официальной критики «за формализм» выставка была закрыта. Про Ростислава Барто Осип Бескин писал следующее: «Барто демонстрирует своим творчеством, что он живёт не только на отлёте, но как бы вне нашей действительности. Он создал свой мир, вернее, протащил к нам чужой мир и через этот застывший мир чужих вещей и людей, превращённых в вещи, хочет преломить и нашу действительность».
До 1938 года участвовал только в зарубежных выставках: в Амстердаме, Стокгольме (1930); в Париже, Цюрихе (1931); в Венеции (1932); в Копенгагене, Варшаве, Сан-Франциско, Чикаго, Филадельфии, Нью-Йорке, Марселе, Токио (1933), в Лондоне (1935); в Болгарии (1936). Произведения мастера привлекают зрителей — его работы охотно приобретают. Многие картины, приобретённые художниками из Европы и Америки, не вернулись обратно и остались в зарубежных собраниях современной живописи. В 1937—38 годах Барто вновь путешествует по Средней Азии. Он побывает в Хиве, в Бухаре, в Фергане и Самарканде.
В 1930-е годы работал и как художник-иллюстратор — сотрудничает в детских журналах «Мурзилка», «Юный натуралист» и др. (в том числе, в совместных публикациях с братом, Павлом Барто, а также с его бывшей женой Агнией Барто).
Война застала художника в Москве. Он остро чувствовал общее тревожное настроение — в эти дни Барто создал серию подмосковных пейзажей. Выполненные в тёмных тонах, наполненные особым внутренним напряжением, работы Барто военного времени становятся одними из самых пронзительных произведений художника. Участвует в выставках «Пейзаж нашей Родины», «Работы московских художников в дни Великой Отечественной войны» и Всесоюзной выставке живописи, графики, скульптуры и архитектуры «Великая Отечественная война»
После войны Барто много работал в темперной живописи и монотипии, создаёт серии анималистических работ, портретов, несколько пейзажных циклов (1947 — пейзажный цикл, «Батуми», 1955 — серия автолитографий «Каспий», 1957—1958 — большая серия крымских пейзажей). Создаёт цикл женских портретов, отличающийся особой лиричностью. В основном среди этих работ не портреты конкретных людей, а некие образы, созданные фантазией художника.
Новый взлёт искусства Ростислава Барто был в начале 1960-х годов. В последние полтора десятилетия жизни художник все больше обращается к монотипии, к природе, снова приезжает на Кавказ. Многочисленные этюды, штудии и зарисовки, сделанные по натуре с предельной точностью и объективностью, чередуются с импровизации на тему. Работает Ростислав Николаевич очень быстро, создаёт иногда до трёх монотипий в день, монотипии сменяют одна другую и складываются в серии.
Своими открытиями, мастерством Р. Н. Барто щедро делился — в домах творчества художников демонстрировал материалы, инструменты и весь процесс работы молодым художникам. Некоторые из его последователей впоследствии блестяще овладели техникой монотипии.
В конце 1960-х годов начал большую серию гротескных портретов, персонажами которых были иногда собирательные образы, иногда — переосмысленные и искажённые реальные лица художественных критиков, художников и литераторов. Бездуховность, нравственная неполноценность, неспособность и нежелание видеть в искусстве смысл поиска прекрасного передаётся художником через физическое уродство образов. На обратной стороне одного из рисунков художник делает надпись: «Скрестив носы, как алебарды, они решили — не пущать». В этих строках видна печальная грусть уже немолодого художника, понимающего, что дело всей его жизни, его творческое наследие, его поиски останутся для многих неизвестными.
Весной 1972 года работал над серией «Воспоминания об Эрмитаже» в которой переосмысляет произведения великих европейских художников. Об этом цикле пишет художница Л. А. Рончевская: «Помню, эта серия очень всех изумляла. Это были не подражания. Трудно было назвать их прообразы — те или иные картины старых мастеров, но можно было безошибочно узнать школу французскую, испанскую или пейзажи круга Констебля. А наряду с ними появлялись картины русской природы, всегда романтически приподнятые».
В 1973 году Р. Н. Барто снова был на Кавказе (Горячий Ключ). Художник уже чувствовал себя больным. Стиль его работы меняется: он пользуется в монотипии уже не маслом, а акварелью, что требовало большого технического мастерства, так как акварель высыхала мгновенно и выполнение работ должно было быть более быстрым и точным.
Скончался 1 июля 1974 года в Москве. Похоронен на Введенском кладбище (19 уч.).

## Семья
Официально Барто был женат 5 раз.
Первым браком Барто был женат на Екатерине Васильевне Кавериной. Вторая жена — Люция Августовна Дусс (1902—1998), швейцарка, от неё у Ростислава Николаевича 3 сентября 1926 года родилась дочь Ирина. Третьим браком — на Наталье Северцовой (1901—1970), дочери известного биолога А. Н. Северцова, которая, в свою очередь, была первой женой Александра Габричевского. Последняя, пятая жена — Лариса Петровна Галанза, дочь известного профессора права Петра Галанзы. Также у художника был сын Сергей (24.09.1937-24.09.2019)

## Избранные произведения
- Берег моря. 1935.
- В порту. 1950-е.
- «Весеннее небо» 1953
- Водяные лилии. 1940-е
- Гротеск. 1969
- Гротеск. 1970
- Гротеск. 1970
- «Дагестан. Горная дорога» 1967
- «Деревья» 1939
- Женский образ. 1941
- Женский образ. 1958
- Женский образ. 1971
- Женский образ. 1971
- Женский образ. 1971.
- Женский образ. 1971
- Женский образ. 1971
- Женский образ. 1971
- Женский образ. 1971
- Женский образ. 1971
- Женский образ. 1971
- За туалетом. 1932
- «Земля. Высокое небо» 1942
- Иллюстрация для журнала «Мурзилка» 1936
- Коктебель. Лягушачья бухта. 1950.
- «Красные рыбки» без даты
- «Монголка» 1939
- «Море» 1937
- «Музыкальная сюита № 2» 1922
- «Музыкальная сюита № 3» 1922
- «Одинокая фигура» 1942
- «Одинокая фигура у моря» 1936
- «Пейзаж с античной колонной» 1943
- Пейзаж с горной рекой и высоким небом. 1937
- Пицунда. 1950-е.
- Портрет Киры Николаевны. 1962
- Розы. 1940-е
- «Серый день» 1939
- «Тень» 1967
- Тучи. 1937
- Узбечка. 1961
- «Утро» 1942
- Цветочная композиция. 1940-е
- «Читающий журнал» 1928
- «Южные горы» 1941

## Выставки
В 1929—1933 годах участвовал в 30 выставках.
- 1930 — в Амстердаме и Стокгольме; 1931 г. — В Париже и Цюрихе; 1933 г. — в Копенгагене, Сан-Франциско, Чикаго, Нью-Йорке.
- 1929 — выставка общества «Бытие»
- 1931 — принимал участие в коллективной выставке «Социалистическое строительство в советском искусстве»
- 1932 — выставка «Художники РСФСР за 15 лет»
- 1932 — XVIII Венецианское бьеннале, участие в выставке Советского павильона
- 1933 — персональная выставка в Музее изобразительных искусств

1942 — коллективные выставки:
- Пейзаж нашей Родины
- Работы московских художников в дни Великой Отечественной войны
- Всесоюзная выставка живописи, графики, скульптуры и архитектуры "Великая Отечественная война
- 1943 — выставка монотипий в Экспериментальной афортной студии им. И. И. Нивинского
- 1956 — персональная выставка в зале МОСХа
- 1971 и 1972 — показы в Доме художника на Кузнецком мосту «Акварельные монотипии»
- 1977 — персональная выставка в МОСХе «К 75-летию со дня рождения» (1-я посмертная ретроспектива)
- 1998 — выставка в московской галереи «Ковчег» в цикле «Незабытые имена»
- Декабрь 2000 — январь 2001 — выставка «Рисунок, гуашь, монотипия» прошла в галерее «Ковчег»
- Апрель — май 2006 — выставка в Москве в Центральном Доме художника
- 7-23 октября 2016 — персональная выставка в Москве в Выставочном зале Музея А. С. Пушкина.